# Masowa egzekucja działaczy białoruskich w październiku 1937 r.
Masowa egzekucja działaczy białoruskich, „Czarna noc” lub „Noc rozstrzelanych poetów” – egzekucje ponad 130 przedstawicieli białoruskiej elity intelektualnej (wybitnych postaci kultury, sztuki i nauki, a także osób publicznych BSRR) w nocy z 29 na 30 października 1937 r. w podziemiach mińskiego więzienia NKWD. 
Po śmierci Józefa Stalina radzieckie sądy uznały większość straconych za niewinnych. Na trzy miesiące przed rozstrzelaniem, 1 sierpnia 1937 r., na dziedzińcu więzienia NKWD w Mińsku spłonęło kilkadziesiąt tysięcy rękopisów niepublikowanych dzieł pisarzy.

## Lista rozstrzelanych osób[2][a]
1. Barys Abuchoŭ
2. Mikałaj Arabej, szef departamentu edukacji Komunistycznej Partii Białorusi
3. Navum Aronaŭ
4. Ihnat Afanaśjeŭ, wykładowca i pedagog
5. Anatol Aŭhusсinovič, wiceminister budownictwa republiki
6. Siamion Babkoŭ
7. Hieorhi Barzunoŭ
8. Vadzim Baškievič, urzędnik ministerstwa oświaty
9. Sałamon Bejlin
10. Abram Biełacarkoŭski
11. Jakaŭ Branštejn, krytyk literacki
12. Ivan Burdyka, urzędnik rządowy
13. Viktar Vajnoŭ, dziennikarz
14. Alaksandar Varončanka, minister oświaty
15. Stanisłaŭ Varšaŭski
16. Ryhor Vasiljeŭ-Vaščylin
17. Anatol Volny
18. Moŭša-Nochim Habajeŭ
19. Apanas Habrusioŭ
20. Płaton Hałavač, pisarz
21. Anton Hejštern
22. Josif Heršon, wiceminister oświaty
23. Jakaŭ Hinzburh
24. Abram Hosin
25. Kanstancin Hurski
26. Nochman Hurevič
27. Mikałaj Dzieniskievič, działacz komunistyczny
28. Mikałaj Dźmitraŭ
29. Anani Dziakaŭ, rektor Białoruskiego Uniwersytetu Państwowego (1934–1935)
30. Abram Drakachrust
31. Aleś Dudar, poeta
32. Chackiel Duniec, pisarz, krytyk literacki
33. Hirš Jelanson
34. Mikałaj Jermakoŭ
35. Ivan Žyvucki, nauczyciel
36. Navum Zamalin, profesor
37. Michaś Zarecki, pisarz
38. Alaksandar Ziankovič
39. Alaksandar Ivanoŭ
40. Prochar Ispraŭnikaŭ, dziennikarz
41. Zachar Kavaloŭ, działacz komunistyczny
42. Vasil Kaval, pisarz
43. Zachar Kavalčuk, związkowiec
44. Mikałaj Kandrašuk, urzędnik ministerialny
45. Sałamon Kantar
46. Michaił Kapitanaki
47. Оazep Karanieŭski, pedagog
48. Ivan Karpienka, weterynarz
49. Hierasim Kačanaŭ
50. Viktar Klanicki
51. Todar Klaštorny, poeta
52. Josif Kudzielka, działacz Związku Pisarzy Białorusi
53. Mojsze Kulbak, pisarz tworzący w jidysz
54. Alaksiej Kučynski, pedagog, dziennikarz
55. Michaił Łabadajeŭ, działacz komunistyczny
56. Leanard Łaškievič, urzędnik
57. Alaksandar Levin, krytyk literacki
58. Sałamon Levin, krytyk literacki
59. Pinia Lejbin
60. Chaim Lajbovič
61. Maksim Laŭkoŭ, minister sprawiedliwości
62. Siamion Lichtenštejn
63. Mikita Łukašonak
64. Jurka Lavonny, poeta
65. Sałamon Lampiert, student
66. Elizar Maziel, naukowiec
67. Leŭ Majsiejeŭ, działacz komunistyczny
68. Barys Małaŭ, urzędnik ministerialny
69. Valery Marakoŭ, poeta
70. Sciapan Marhiełaŭ, geograf
71. Michaił Marholin
72. Barys Marjanaŭ, działacz komunistyczny
73. Pavał Masleńnikaŭ
74. Andrej Mielik-Šachnazaraŭ
75. Abram Mirlin
76. Mikalai Misnikou
77. Dziamyan Mikhaylau, doradca rządu republiki
78. Mikałaj Michiejeŭ
79. Siarhiej Mićkoŭ, dyrektor fabryki
80. Siarhiej Murzo, poeta
81. Pavał Muchin, weterynarz
82. Jakaŭ Navachrest
83. Ivan Nieściarovič
84. Ivan Padsiavałaŭ
85. Ivan Papłyka
86. Michaił Pasmarnik
87. Vasil Pietrušenia, doradca rządu republiki
88. Ziama Pivavaraŭ, poeta
89. Michaił Pitomcaŭ
90. Apałon Pratapopaŭ
91. Ryhor Pratasienia, naukowiec
92. Izrail Purys
93. Alaksandar Puciłoŭski
94. Ivan Pucincaŭ
95. Kuźma Piatrašyn
96. Janka Niomanski, pisarz, działacz społeczny
97. Aron-Lejb Razumoŭski
98. Michaił Rydzieŭski, profesor
99. Alaksandar Samachvałaŭ
100. Jakaŭ Sandamirski, profesor
101. Oskar Saprycki, urzędnik ministerialny
102. Ivan Sarokaš
103. Jakaŭ Spiektar, urzędnik ministerialny
104. Vasil Starynski
105. Vasil Stašeŭski, pisarz
106. Hieorhi Strele, dyrektor sowchozu
107. Mikałaj Suroŭcaŭ
108. Dźmitry Siałoŭ, urzędnik ministerstwa oświaty
109. Pancialej Siardziuk, biolog
110. Miron Tanienbaum
111. Judal Taŭbin, poeta
112. Ivan Trocki
113. Ela Trumpacki
114. Andrej Turłaj, komisarz ludowy sowchozów republiki
115. Jaŭhien Uśpienski, fizyk
116. Ryhor Fałkin
117. Aba Finkielštajn
118. Jaŭsiej Fłombaŭm
119. Isak Frydman, urzędnik
120. Dźmitry Charłac
121. Izi Charyk, poeta
122. Piatro Chatuloŭ, krytyk literacki
123. Alaksandar Čarnuševič, minister oświaty
124. Mikałaj Čarniak
125. Michaś Čarot, poeta
126. Kanstancin Čačura
127. Makar Šałaj, krytyk literacki
128. Judal Šapira
129. Pavał Šastakoŭ, dziennikarz
130. Aran Judelson, poeta tworzący w jidysz
131. Jakaŭ Julkin
132. Viktar Jarkin, urzędnik